# VA Cattaro
A VA Cattaro montenegrói vízilabdaklub, székhelye Kotorban található. A montenegrói élvonal „legfiatalabb” egyesületét 2000-ben alapították, hazai mérkőzéseit – a Primorac Kotorral együtt – a Nikša Bućin Sportuszodában rendezi.
A csapat legnagyobb sikerét 2010-ben jegyezte, amikor a Varga Tamással vízbe szálló gárda elhódította a LEN-kupát.

## Sikerei
Nemzetközi
- 1x LEN-kupa-győztes: 2010

## A klub egykori magyar játékosa
- Varga Tamás (kétszeres olimpiai bajnok és egyszeres világbajnok)

## Híresebb játékosok
- Teo Đogaš (világbajnok)
- Gojko Pijetlović (világbajnok)
- Aljoša Kunac (világbajnok)

## Külső hivatkozás
- A VA Cattaro hivatalos oldala Archiválva 2021. október 23-i dátummal a Wayback Machine-ben (szerbül)